# Marquesado de Ciadoncha
El marquesado de Ciadoncha es un título nobiliario español creado, por real despacho, el 28 de junio de 1693 y el vizcondado previo de Castellanos de la Cañada en 6 de julio de 1681,  por el rey Carlos II a favor de Francisco Crema y Salazar, señor de Ciadoncha, Pozaldez, Pinilla de Arlanza y Castellanos de la Cañada.
Su denominación hace referencia a la localidad de Ciadoncha, (Burgos)

## Marqueses de Ciadoncha
|                                 | Titular                                                        | Periodo                |
| Creación por Carlos II          | Creación por Carlos II                                         | Creación por Carlos II |
| ------------------------------- | -------------------------------------------------------------- | ---------------------- |
| I                               | Francisco Vicente Crema y Salazar                              | 1693-1697              |
| II                              | Francisco Nicolás Crema y Salazar                              | 1697-1733              |
| III                             | José Julián Crema y Montemayor                                 | 1733-1735              |
| IV                              | Joaquín José Crema y Montalvo                                  | 1735-1770              |
| V                               | María Teresa de Henao y Crema                                  | 1770-1778              |
| VI                              | Pedro Antonio Fernández de Villarroel y Vargas Manrique        | 1778-1792              |
| VII                             | Manuela Antonia Fernández de Villarroel y Villacís de la Cueva | 1792-1813              |
| VIII                            | Cayetano de Silva y Fernández de Córdoba                       | 1813-1865              |
| IX                              | Agustín de Silva Bernuy y Valda                                | 1865-1872              |
| Rehabilitación por Alfonso XIII |                                                                |                        |
| X                               | José de Rújula y de Ochotorena                                 | 1924-1961              |
| XI                              | Juan de Rújula y Vaca                                          | 1961-1980              |
| XII                             | Álvaro de Rújula y Alguer                                      | 1981-actual titular    |

## Historia de los marqueses de Ciadoncha
- Francisco Vicente Crema y Salazar (también apellidado Crema y Sandoval)  (baut. iglesia de San Salvador, Valladolid, 13 de abril de 1639-Madrid, 12 de abril de 1697), I marqués de Ciadoncha,[3] gentilhombre del rey, caballero de la Orden de Santiago en 1652 y teniente de alcalde de los Reales Alcázares de Valladolid.[4] Era hijo de José Crema y de Aguilar —hijo de José Crema y Barón, regidor de Valladolid y natural de Saona, Génova, y de Micaela de Aguilar y Arteaga, natural de Valladolid—, y de Ventura Fernández de Salazar y Sandoval, hija de Lope Fernández de Salazar III señor de Ciadoncha y de Pinilla de Arlanza, y de Damiana de Sandoval y Chacón.[5] Tuvo varios hermanos, entre ellos, María Crema y Salazar, casada con Francisco de Mogrovejo Cabeza de Vaca, progenitores del I marqués de Fuentehoyuelo.[6]

Casó, el 16 de agosto de 1656, en Burgos, con María Ventura de Salazar y Frías, VI señora de Ciadoncha y de Pinilla de Arlanza, su sobrina segunda, hija de su primo hermano Tomás Antonio Fernández de Salazar y Soto, V señor de Ciadoncha, Castellanos de la Cañada y Pinilla de Arlanza y caballero de la Orden de Santiago, y de su esposa María Josefa de Frías y Estrada. Le sucedió su hijo:
- Francisco Nicolás Crema y Fernández de Salazar (m. Valladolid, 15 de marzo de 1733), II marqués de Ciadoncha,[7] regidor perpetuo de Cuenca y miembro del consejo de Hacienda.

Casó, el 30 de octubre de 1689 en Cuenca, con María Antonia de Montemayor y Córdoba, hija de Fernando de Montemayor y Córdoba y de Luciana de Albornoz y Cabrera. Sucedió su hijo:
- José Julián Crema y Montemayor (baut. iglesia de Santa María de Gracia, Cuenca, 1 de octubre de 1697-Olmedo, 11 de agosto de 1735), III marqués de Ciadoncha.[8]

Casó, el 5 de agosto de 1720 en Valladolid, con María Ambrosia de Montalvo y Avellaneda, hija de Luis de Montalvo Quadra y Avellaneda y de Feliciana de Olmos y Rodríguez de Evan, II marquesa de Torreblanca. Sucedió su hijo:
- Joaquín José Crema y Montalvo (Valladolid, 8 de enero de 1724-1 de julio de 1770), IV marqués de Ciadoncha, señor de Pinilla de Arlanza y mayordomo de semana de la reina madre.[10]

Sin descendencia, le sucedió su prima hermana, hija de María Josefa Crema y Montemayor, hermana del III marqués, y de su esposo Bartolomé de Henao y Colón de Larreátegui.
- María Teresa de Henao y Crema (Valladolid, 1720-Madrid, 9 de octubre de 1778), V marquesa de Ciadoncha.[9]

Contrajo matrimonio, el 21 de agosto de 1745 en Madrid, con Joaquín de Molinet y Doria Palavicino, III conde de Canillas. Sin descendencia, sucedió su pariente:
- Pedro Antonio Fernández de Villarroel y Vargas Manrique (León, 28 de julio de 1719-Madrid, 26 de mayo de 1792), VI marqués de Ciadoncha,[10][12] V marqués de San Vicente del Barco, grande de España,[13] IV marqués de Fuentehoyuelo, señor de Villaviudas, Villatoquite, Hornillos de Cerrato, Pinilla de Arlanza y otras villas, gran cruz de Carlos III, gentilhombre de cámara con ejercicio y servidumbre y mayordomo mayor del infante Gabriel. Era descendiente de María Crema y Salazar, hermana de Francisco Vicente Crema y Salazar, I marqués de Ciadoncha, y de su esposo, Francisco de Mogrovejo Cabeza de Vaca.[6]

Casó, el 14 de abril de 1739, con María Micaela de Villacís de la Cueva y Manrique de Lara (Madrid, 8 de septiembre de 1717-Madrid, 27 de octubre de 1791), hija de Ignacio Manuel de Villacís y Manrique de Lara, IV conde de Peñaflor de Argamasilla, y de Manuela de la Cueva y Enríquez, hija de Manuela de la Cueva y de la Cueva —hija de Melchor Fernández de la Cueva y Enríquez de Cabrera, IX duque de Alburquerque, y de su esposa Ana Rosalía Fernández de la Cueva y Ribera, III marquesa de Cadreita y V condesa de la Torre—. Sucedió su hija:
- Manuela Antonia Fernández de Villarroel y Villacís de la Cueva (Madrid, 14 de septiembre de 1740-Madrid, 3 de marzo de 1813), VII marquesa de Ciadoncha,[16] VI marquesa de San Vicente del Barco, grande de España[13] y V marquesa de Fuentehoyuelo.[16]

Casó el 10 de julio de 1757 con Vicente Maldonado y Boil de Scala, III conde de Villagonzalo y II marqués de la Scala. Sin descendencia. Sucedió su sobrino nieto, hijo de su sobrina Juana Fernández de Córdoba Sarmiento y Villarroel (m. 25 de mayo de 1808), VIII condesa de Salvatierra, y de su esposo José Rafael de Silva Fernández de Híjar, XII duque de Híjar, XVI duque de Lécera, XII duque de Aliaga, etc.
- Cayetano de Silva y Fernández de Córdoba (Madrid, 8 de noviembre de 1805-Perpiñán, 25 de enero de 1865), VIII marqués de Ciadoncha,[18] VII marqués de San Vicente del Barco,[18] XVII duque de Lécera,[19] XIII duque de Híjar, XIX conde de Ribadeo,[20] XVII conde de Salinas,[20]  VIII duque de Almazán, IX marqués de Orani, XIV marqués de Almenara, X marqués de Vilanant, XI marqués de Jódar, XIII conde de Aranda, XIII conde de Vallfogona, vizconde de Alquerforadat, XXI vizconde de Ebol.

Casó el 11 de enero de 1826, en Madrid, con María Soledad Bernuy y Valda, hija de Ana Agapita de Valda y Teigeiro, IX marquesa de Valparaíso y marquesa de Albudeite. Le sucedió su hijo:
- Agustín de Silva Bernuy y Valda (Madrid, 10 de mayo de 1822-16 de mayo de 1872), IX marqués de Ciadoncha,[21] XVIII duque de Lécera,[19] IX duque de Bournonville,[22][23] XIV duque de Híjar, XX conde de Ribadeo,[21] XIX conde de Salinas, X marqués de Orani,[21] IX marqués de Rupit,[21] VIII marqués de San Vicente del Barco, marqués del Sobroso, XV marqués de Almenara, XIV conde de Aranda, conde de Castellflorit, X conde de Salvatierra, vizconde de Alquerforadat, vizconde de Ebol, príncipe della Portella.

Casó el 5 de enero de 1852, en Madrid, con su tía, Luisa Ramona Fernández de Córdoba y Vera de Aragón, hija de Francisco de Paula Fernández de Córdoba y Lasso de la Vega, XIX conde de la Puebla del Maestre, y de María Manuela de Vera de Aragón y Nin de Zatrillas, marquesa de Peñafuerte. Sin descendientes.
Rehabilitado en 1924 por
- José de Rújula y de Ochotorena (Madrid, 29 de mayo de 1892-1961), X marqués de Ciadoncha,[a] decano de los Reyes de Armas. Era hijo de José de Rújula y del Escobal, cronista de armas (m. 29 de enero de 1909) y de su primera esposa, María Fernanda de Ochotorena y Laborda (1862-1896). Su padre contrajo un segundo matrimonio, el 1 de mayo de 1897, con Andrea Vaca y Javier, nacida el 3 de noviembre de 1874 en Madrid[25] y bautizada en la parroquia de iglesia de San Ginés.[26]

Casó en primeras nupcias con Celia Rodríguez de Maribona y Álvarez de la Viña, natural de Matanzas, Cuba. Contrajo un segundo matrimonio con Nicolasa Bilbao y Gumucio. Sin sucesión, le sucedió su medio hermano, hijo del segundo matrimonio de su padre:
- Juan de Rújula y Vaca (Madrid, 24 de junio de 1899-Madrid, 28 de agosto de 1978),[26] XI marqués de Ciadoncha,[27] cronista rey de armas, licenciado en Derecho y Ciencias Históricas, académico de la Hispano Americana y de las de Aragón, Córdoba y Málaga, comendador de la Orden de Isabel la Católica.[25]

Casó el 15 de enero de 1927, en Madrid, con Concepción Alguer y Micó. Le sucedió, en 1981, su hijo:
- Álvaro de Rújula y Alguer (n. Madrid, 29 de enero de 1944),[26] XII marqués de Ciadoncha,[28] profesor en la Universidad de Boston, cosmólogo y físico del CERN.[26]